# پل قور قلوق
پل قور قلوق مربوط به دوره صفوی است و در شهرستان ماکو، بخش پلدشت، روستای مدارس واقع شده و این اثر در تاریخ ۷ مهر ۱۳۸۱ با شمارهٔ ثبت ۶۴۰۳ به‌عنوان یکی از آثار ملی ایران به ثبت رسیده است.